# Ptilophyllum auratum
Ptilophyllum auratum là một loài thực vật có mạch trong họ Hymenophyllaceae. Loài này được (Fée) Prantl miêu tả khoa học đầu tiên năm 1875.